# Josep I del Congo
José I Mpasi a Nkanga o Ndo Zuzi (m. 1752) va ser awenekongo (governant titular) del regne del Congo del 1780 al 1785.
Després de la mort en 1778 d'Àlvar XI del Congo del clan Kinlaza del sud va esclatar un conflicte entre Dom José de la facció Nkondo Kinlaza i el Kanda Mbamba Lovata. José es va beneficiar del suport dels missioners qui l'ajudaren el 29 de setembre de 1781 a emparar-se de Sao Salvador al cap de 30.000 homes després d'una gran batalla. La capital fou incendiada novament però hi fou coronat rei amb el nom de Josep I el 15 de desembre del mateix any.
Després d'aquesta victòria incontestable fou el primer governant de la casa Kinlaza que provenia del sud-est del país i el primer inclòs en la llista de reis de Jean Cuvelier. A la seva mort el febrer de 1785 el títol reial va passar sense oposició al seu germà Alfons V del Congo.